# لودیوین فورنن
لودیوین فورنن (به انگلیسی: Ludivine Furnon) ژیمناست زادهٔ ۴ اکتبر ۱۹۸۰ میلادی اهل کشور فرانسه است.